# アンティオキア総主教庁
アンティオキア総主教庁（アンティオキアそうしゅきょうちょう、アラビア語: بطريركية أنطاكية وسائر المشرق للروم الأرثوذكس ”Baṭriyarkiyyat ʾAnṭākiya wa-Sāʾir al-Mašriq li-r-Rūm al-ʾUrṯūḏuks（ギリシャ正教におけるアンティオキアと全東方の総主教庁）”，現代ギリシア語：Πατριαρχεῖον Ἀντιοχείας, 英語：Greek Orthodox Patriarchate of Antioch and All the East ）は正教会に属する教会。古代の五総主教座のひとつである。正式名称は「アンティオキアおよび全東方の総主教庁」。アンティオキア正教会と呼ばれることもある。シリアにおける教会の中では最大多数派。

## 概要
初代総主教を使徒ペトロとしている。現在の総主教はユーハンナー10世ヤーズジー（2013年 - ）であり、前任者イグナーティユース4世ハズィームの死後に選出された。
アンティオキア総主教庁は公式には現トルコ領内のアンティオキアに置かれるが、実際の執務はシリアのダマスカスでなされている。
古代のアンティオキア教会の流れを汲み、現存するキリスト教会のなかでも最古の教会に属する。現在はシリアのほか、アメリカ・ヨーロッパ各国にも教区をもつ。信者はアラビア語使用者および英語使用者を主とする。正教会のなかでも活発な宣教活動で知られる。
なお、非カルケドン派正教会のシリア正教会など複数の他教派にもアンティオキア総主教/総大司教が存在する。

## シリア内戦の影響
2011年末以来のシリア内戦において、非カルケドン派（アルメニア使徒教会・シリア正教会）、東方典礼カトリック教会とともに、イスラム系過激派による破壊活動を受けている。聖堂の破壊といった物的損害にとどまらず、2012年初頭には司祭が殺害され、2013年4月にはアンティオキア正教会の主教とシリア正教の主教の計2名が誘拐されるなど、人的被害も拡大している。